# Каннада
Ка́ннада (ಕನ್ನಡ, kannaḍa) — дравидийский язык, распространённый в юго-западной Индии, преимущественно в штате Карнатака. Родной язык представителей народа каннара и официальный язык индийского штата Карнатака («Страна каннада», бывший Майсур).
Являясь родным языком для 38 млн. человек, каннада относится к четырём крупным южноиндийским языкам и 22 официальным языкам Индии. В качестве второго языка на каннада разговаривают примерно 13 миллионов человек.

## О названии
Язык каннада (ಕನ್ನಡ) в зарубежной литературе иногда называется также «канарским» (англ. Canarese или Kanarese). Это объясняется тем, что ретрофлексный звук, обозначаемый буквой дакараву в слове «каннада», может произноситься в разных диалектах (и на тамильском языке) как звонкий ретрофлексный одноударный согласный — тогда получается «каннара».

## Лингвогеография / Современное положение

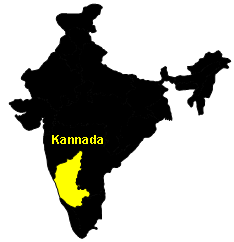
Географическое распространение языка каннада

### Область распространения и численность
Основной областью распространения языка каннада является штат Карнатака, в котором он имеет статус официального языка. Карнатака (каннада: ಕರ್ನಾಟಕ; Karnataka) — штат на юго-западе Индии, столица и крупнейший город которого — Бангалор. Население — 55 868 тыс. человек.
Существуют также его носители и в соседних штатах Андхра-Прадеш, Махараштра и Тамилнад. Изначально каннада был распространён в большой части Махараштры, но был постепенно вытеснен индоарийским языком маратхи. Меньшинства, говорящие на каннада, живут в США, Великобритании, Саудовской Аравии, ОАЭ, Сингапуре, а также в Канаде и Австралии.

### Социолингвистические сведения
В настоящее время увеличивается число носителей языка каннада: он был родным языком для 35 327 600 человек в 1997 году, а перепись 2001 года показала, что в одной лишь Индии на этом языке разговаривают 38 миллионов. По числу носителей в качестве родного языка он является восьмым в Индии.

### Диалекты
В современном каннада есть определённые различия между литературной и разговорной разновидностями языка. Кроме того, устный язык сильно отличается от области к области. В письменной речи различия незначительны. 
Всего в языке каннада существует около двадцати различных диалектов, объединяемых в три группы (прибрежную, центральную и восточную). На береговой полосе штата Карнатака расположено несколько диалектов каннада, таких как хавьяка, кота, гауда, халакки и т. д. Диалект хавьяка имеет два говора, а именно — северный (сев. канара) и южный (южн. канара).
В горах Нилгири штата Тамил Наду распространено наречие багада, относимое некоторыми лингвистами к диалектам каннада, но рассматриваемое большинством как самостоятельный язык. Сложности возникают не только с идиомом багада — идиомы бетта курумба и джину курумба рассматриваются как диалекты отдельного языка курумба, каннада или даже тамильского.

## Письменность
Слоговой алфавит каннада восходит к южно-индийскому варианту письма брахми. До XIV века письмо для каннада и телугу было единым; значительно сходство письменностей этих двух языков сохраняется и в наше время.
Количество символов, образующих алфавит каннада — 49, но, на самом деле, их намного больше, так как разные буквы могут быть объединены в лигатуры (ottaksharas). Каждый письменный знак соответствует одному слогу. Каждая буква имеет свою форму (акара) и звук (шабда).

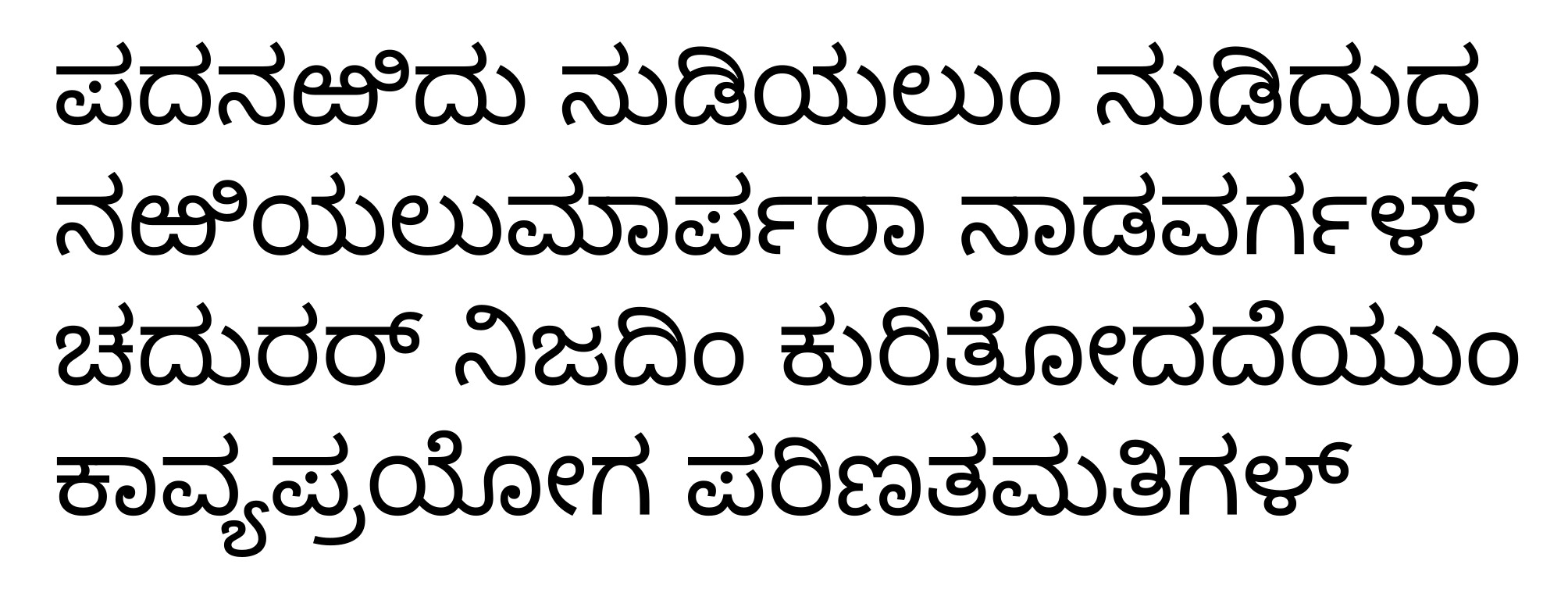
Письменность каннада

Письменность каннада происходит от «старого письма каннада» (Old Kannada script). «Старое письмо» сложилось около X века; оно являлось продолжением письменности кадамба, которая, в свою очередь, была создана примерно в IV веке.
Принято считать, что письменность кадамба появилась из письменности прото-каннада, которая произошла от древнейшей письменности брахми около III века до н. э.
В древние времена на каннада писали методом резьбы по камню, и поэтому и в наши дни большинство букв округлые и симметричные. Письменность каннада, наряду с деванагари, по праву считаются одними из самых красивых письменных языков мира. Письмо каннада также занимает 2-е место после деванагари по популярности в Индии: его используют языки халеканнада, кадамба, тулу и т. д. Кроме того, издавна используется в Гоа для записи языка конкани.

## История языка и культура

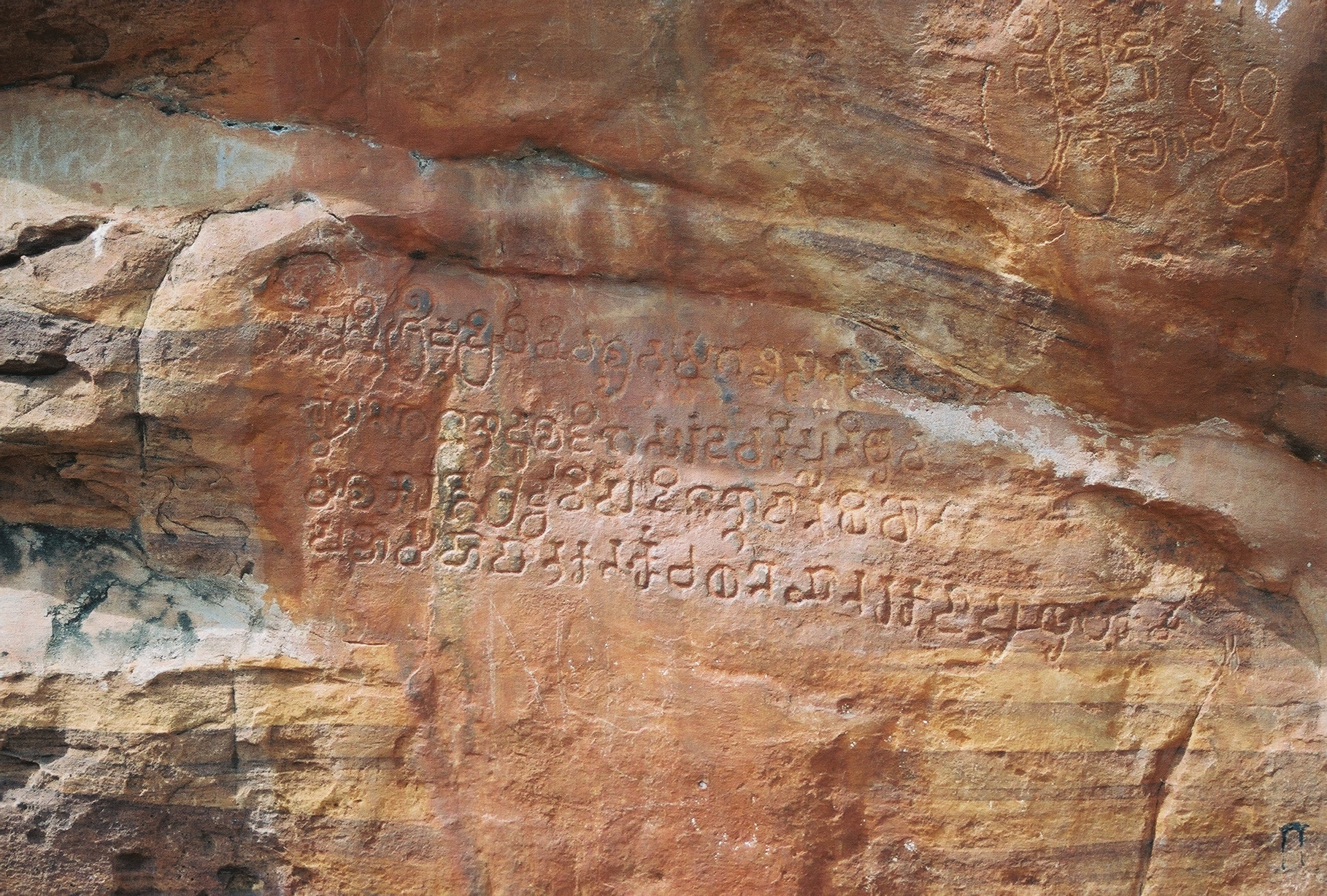
Старо-каннадская надпись 578 года (империя Чалукья) в пещерном храме № 3 в г. Бадами

Предположительно, язык сформировался около 2500 лет назад как самостоятельный. Исследователи различают в истории каннада четыре периода — «протодревний» (Poorvada Halegannada, до VIII века), древний (Halegannada, до середины XIII века), средневековый (Nadugannada, до середины XIX века) и новый (Hosagannada, с конца XIX века до нынешних дней). Первые крупные произведения относятся к IX—X векам.
Эпиграфические памятники на каннада известны с V века н. э. (надпись близ деревни Халмиди).
На каннада написано очень много поэзии. Фонетика, просодия и акцентология способствовали этому; ведь в языке каннада существует множество стихотворных размеров: чандассу, вритта, трипади, канда, шатпади и саангатья.
Первый литературный текст на этом языке — книга «Кавираджамарга» (около 850 года) царя Нрипатунги Амогхаварши из династии Раштракутов. Это произведение об искусстве поэзии является древнейшим известным литературным творением, созданным на языке каннада. «Кавираджамарга» посвящена литературной критике, поэтике и грамматике языка каннада. Однако входящие в него ссылки на более ранних поэтов дают основания считать, что каннада и задолго до этого был высокоразвитым литературным языком.
Литература древнего периода создавалась почти исключительно джайнами.
С XII века параллельно с джайнской начала развиваться литература вирашиваизма. Значение джайнской литературы постепенно сошло на нет к XIV веку, в то же время возникла литература вайшнавизма, период бурного развития которой пришёлся на XV век.
В XII–XIV веках поэты-проповедники слагали произведения на близком к разговорному языке, однако в целом литературный каннада на протяжении многих веков находился под сильным влиянием санскрита, особенно заметным в лексике.
В XIX веке под влиянием английской литературы в литературе каннада утвердились новые для неё формы европейского происхождения, например рассказ и роман.
Во второй половине XX века семь литераторов, пишущих на каннада, стали лауреатами премии Джнянпитх (одна из двух самых престижных литературных премий Индии) (в том числе, Кувемпу).
Официально правительством Индии каннада признан как классический язык.
Сейчас существует множество исполнителей, поющих на языке каннада. Один из них — Бхимсен Джоши. Он родился в 1922 году в Гадаге (теперь — штат Карнатака). Поёт традиционные песни своего народа каннада, а также индийскую классику на хинди, урду, санскрите.
Ниже представлена транскрипция и перевод песни ಕರುಣಿಸೋ ರಂಗಾ («Будь милостив, о Ранга»):
| ಕರುಣಿಸೋ ರಂಗಾ ಕರುಣಿಸೋ ಹಗಲು ಇರಳು ನಿನ್ನ ಸ್ಮರಣೆ ಮರೆಯದಂತೆ ಕರುಣಿಸೋ ಕೃಷ್ಣ ಕರುಣಿಸೋ ರುಕುಮಾಂಗದನಂತೆ ವ್ರತವ ನಾನರಿಯೆನೊ ಶುಕಮುನಿಯಂತೆ ಸ್ತುತಿಸಲು ಅರಿಯೆ ಬಕವೈರಿಯಂತೆ ಧ್ಯಾನವ ಮಾಡಲರಿಯೆ ದೇವಕಿಯಂತೆ ಮುದ್ದಿಸಲರಿಯೆನೊ ಕರುಣಿಸೋ ರಂಗಾ ಕರುಣಿಸೋ ಗರುಡನಂದದಿ ಪೊತ್ತು ತಿರುಗಲು ಅರಿಯೆ ಕರೆಯಲು ಅರಿಯೆ ಕರಿರಾಜನಂತೆ ವರ ಕಪಿಯಂತೆ ದಾಸ್ಯವ ಮಾಡಲರಿಯೆ ಸಿರಿಯಂತೆ ನೆರೆದು ಮೋಹಿಸಲರಿಯೆನೊ ಕರುಣಿಸೋ ರಂಗಾ ಕರುಣಿಸೋ ಬಲಿಯಂತೆ ದಾನವ ಕೊಡಲು ಅರಿಯೆನೊ ಭಕ್ತಿ ಛಲವನು ಅರಿಯೆ ಪ್ರಹ್ಲಾದನಂತೆ ಒಲಿಸಲು ಅರಿಯೆ ಅರ್ಜುನನಂತೆ ಸಖನಾಗಿ ಸಲಹೋ ದೇವರ ದೇವ ಪುರಂದರ ವಿಠಲ | karuɳisō raŋgā karuɳisō hagalu iraɭu niɳɳa smaraɳe marejadante karuɳisō krɨʂɳa karuɳisō rukumāŋgadanante vratava nānarijenō ʃukamunijante stutisalu arije bakavairijante dʱjānava māɖalarije dēvakijante muddisalarijenō karuɳisō raŋgā karuɳisō garuɖanandadi pottu tirugalu arije karejalu arije karirāʤanante vara kapijante dasjava māɖalarije sirijante neredu mōɦisalarijenō karuɳisō raŋgā karuɳisō balijante dānava koɖalu arijenō bʱakti ʧʰalavanu arije praɦlādanante ʷolisalu arije arʤunanante sakʰanāgi salaɦō dēvara dēva purandara viʈʈʰala | «Будь милостив, о Ранга, будь милостив, Ни днём, ни ночью я не забуду твоего внимания, Будь милостив, о Кришна, будь милостив. Хотя я не столь сведущ в обрядах, как Рукмангада, Я не умею восхвалять тебя, как Шукамуни, Я не практикую дхьяну, как Бакавайри, Я не умею нежно любить тебя, как Деваки, Будь милостив, о Ранга, будь милостив. Хотя я не умею путешествовать с тобой на спине, как Гаруда, Я не взываю, как Карираджа, Я не умею служить тебе, как Варакапи, Я не могу очаровать тебя, как юная Сирийу, Будь милостив, о Ранга, будь милостив. Хотя я не пожертвовал собой, как демон Бали, Я не столь предан в своём служении тебе, как Прахлада, Я не радую тебя своей дружбой, как Арджуна, Помоги же мне, о бог из богов, Пурандара Виттхала». |

## Лингвистическая характеристика

### Типологическая характеристика

#### Тип выражения грамматических значений и характер границ между морфемами
Язык каннада — синтетический. При синтетизме грамматические значения выражаются аффиксами внутри состава словоформы.
Для грамматического строя каннада характерна агглютинация с суффиксальным слово- и формообразованием.
| Текст   | nānu hōg-uvudu-illa          |
| Глосс   | я идти-БУД.ПРИЧИМЯ.СР.ЕД-нет |
| Перевод | «Я не пойду».                |

| Текст   | maḷeyu bar-uvud-uṇtu                       |
| Глосс   | дождь приходить-БУД.ПРИЧИМЯ.СР.ЕД-иметься  |
| Перевод | «Каждый год в этом месяце выпадают дожди». |

| Текст   | yāvāga ban-d-an-ō nana-ge teḷiy-adu                          |
| Глосс   | когда приходить-ПРОШ-М.3ЕД-разве я-ДАТ быть.известным-СР.3ЕД |
| Перевод | «Я не знаю, когда он пришёл».                                |

#### Тип маркирования
В Предикации маркирование двойное:
| Текст   | nanna maganu ōd-uvud-annu kalitukoḷḷ-utt-āne            |
| Глосс   | мой сын читать-БУД.ПРИЧИМЯ.СР.ЕД-АКК учиться-НАСТ-М.3ЕД |
| Перевод | «Мой сын учится читать».                                |

| Текст   | jalapātad-alli nīru ettar-inda dumuku-v-udu          |
| Глосс   | водопад-ЛОК вода: НОМ высота-ИНСТР падать-БУД-СР.3ЕД |
| Перевод | «Вода в водопаде падает с высоты».                   |

| Текст   | nānu ēnu māḍ-ali        |
| Глосс   | я что делать-ИМП.3ЕД    |
| Перевод | «Что я должен сделать?» |

В ИГ зависимостное маркирование, то есть показатель (в этом случае, родительного падежа) стоит на главном члене:
| Текст   | manuṣya-na maga    |
| Глосс   | человек-ГЕН сын    |
| Перевод | «Сын человеческий» |

| Текст   | avan-a kivi |
| Глосс   | он-ГЕН ухо  |
| Перевод | «Его ухо»   |

#### Тип ролевой кодировки
Язык каннада относится к числу аккузативных языков:
| Текст   | huḍuga-nu pustak-annu ōd-utt-āne        |
| Глосс   | мальчик-НОМ книга-АКК читать-НАСТ-М.3ЕД |
| Перевод | «Мальчик читает книгу».                 |

| Текст   | avanu pustak-annu ōd-utt-āne       |
| Глосс   | он:НОМ книга-АКК читать-НАСТ-М.3ЕД |
| Перевод | «Он читает книгу».                 |

| Текст   | avanu ban-davanu                        |
| Глосс   | он:НОМ приходить-ПРОШ.ПРИЧИМЯ.ЕД. М.НОМ |
| Перевод | «Он пришёл».                            |

#### Базовый порядок слов
Порядок слов в предложении постоянный. Синтаксис характерен для большинства дравидийских языков.
Порядок слов в определительной конструкции — «определение + определяемое»:
| Текст   | pētra-n-eṁba dēvaprērita-nu             |
| Глосс   | Петр-НОМ-говорить: БУД.ПРИЧ апостол-НОМ |
| Перевод | «Апостол Петр»                          |

| Текст   | avan-a kivi |
| Глосс   | он-ГЕН ухо  |
| Перевод | «Его ухо»   |

Порядок слов в предложении — «подлежащее — дополнение — сказуемое» (SOV):
| Текст   | avanu pustak-annu ōd-utt-āne        |
| Глосс   | он: НОМ книга-АКК читать-НАСТ-М.3ЕД |
| Перевод | «Он читает книгу».                  |

| Текст   | avanu alli hōg-uv-anu |
| Глосс   | он там идти-БУД-М.3ЕД |
| Перевод | «Он пойдет туда».     |

#### Порядок следования падежей в предложении
- Генитив стоит после локатива (при сравнении);
- Аккузатив стоит после номинатива, инструменталиса, датива, аблатива;
- Локатив стоит после инструменталиса;
- Инструменталис стоит после аблатива, датива[14].

### Фонетика и фонология
Каждый звук имеет свою собственную букву, и, следовательно, каждое слово произносится именно так, как оно пишется.
Звуки делятся на три категории: сварас (гласные), вьянджанас (согласные) и йогаваахас, сочетающие в себе качества как гласных, так и согласных звуков.
Алфавит каннада состоит из 47 букв и двух надстрочных знаков. Это каннада акшкрамале. Сочетание согласных с гласными образует ещё 408 лигатур — итого 455 знаков. Это каннада кагунита. Семь согласных могут образовывать внутрислоговые лигатуры с другими согласными: «та», «на», «ма», «йа», «ра», «ла», «ша».
Для транскрибирования языка каннада применяется латиница. Существует также Каннада-русская практическая транскрипция.

#### Гласные
Всего в каннада существует 14 гласных.
| Каннада | ISO | Транскрипция | Характеристика                                  |
| ------- | --- | ------------ | ----------------------------------------------- |
| ಅ       | a   | [a]          | Подъём нижний, ряд средний, нелабиализованный   |
| ಆ       | ā   | [a:]         | Подъём нижний, ряд средний, нелабиализованный   |
| ಇ       | i   | [i]          | Подъём верхний, ряд передний, нелабиализованный |
| ಈ       | ī   | [i:]         | Подъём верхний, ряд передний, нелабиализованный |
| ಉ       | u   | [u]          | Подъём верхний, ряд задний, лабиализованный     |
| ಊ       | ū   | [u:]         | Подъём верхний, ряд задний, лабиализованный     |
| ಋ       | r̥   | [r̥]          | Вокальное                                       |
| ೠ       | r̥̄   | [r̥:]         | Вокальное                                       |
| ಎ       | e   | [e]          | Подъём средний, ряд передний, нелабиализованный |
| ಏ       | ē   | [e:]         | Подъём средний, ряд передний, нелабиализованный |
| ಐ       | ai  | [ai]         | Подъём средний, ряд передний, нелабиализованный |
| ಒ       | o   | [o]          | Подъём средний, ряд задний, лабиализованный     |
| ಓ       | ō   | [o:]         | Подъём средний, ряд задний, лабиализованный     |
| ಔ       | au  | [au]         | Подъём средний, ряд задний, лабиализованный     |

#### Согласные
В каннада есть два вида согласных — «структурированные» и «неструктурированные». Первые определены по типу и месту своего образования, вторые же — нет.
Структурированные согласные
|               | Глухие  | Глухие придыхательные | Звонкие | Звонкие придыхательные | Носовые |
| ------------- | ------- | --------------------- | ------- | ---------------------- | ------- |
|               | ಕ [ka]  | ಖ [kha]               | ಗ [ga]  | ಘ [gha]                | ಙ [nga] |
| Палатальные   | ಚ [cha] | ಛ [chha]              | ಜ [ja]  | ಝ [jha]                | ಞ [ña]  |
| Ретрофлексные | ಟ [ṭa]  | ಠ [ṭha]               | ಡ [ḍa]  | ಢ [ḍha]                | ಣ [ṇa]  |
| Дентальные    | ತ [ta]  | ಥ [tha]               | ದ [da]  | ಧ [dha]                | ನ [na]  |
| Губные        | ಪ [pa]  | ಫ [pha]               | ಬ [ba]  | ಭ [bha]                | ಮ [ma]  |

Неструктурированные согласные
Ко второму виду согласных относятся:
ಯ [ya],
ರ [ra],
ಱ [ṟ],
ಲ [la],
ವ [va],
ಶ [śa],
ಷ [ṣa],
ಸ [sa],
ಹ [ha],
ಳ [ḷa],
ೞ [ll].

#### Звуки, сочетающие в себе и гласные, и согласные признаки
Таких звуков (Yogavaahaka), которых нельзя с уверенностью отнести ни к гласным, ни к согласным, в каннада всего два.
1. Анусвара (санскр. अनुस्वार, anusvāra) — диакритический знак, обозначающий носовой призвук в конце гласного звука либо просто назализацию гласного:  ಂ [am].
2. Висарга (санскр. विसर्ग, visarga) — придыхание, выступающее обычно в конце слова вместо [s] или [r]:  ಃ [ah].

#### Просодия
Ударение всегда падает на 1-й слог. В фонологии для каннада характерно, в частности, фонематическое (смыслоразличительное) противопоставление глухих и звонких смычных согласных (отсутствовавшее в протодравидийском и свойственное не всем современным дравидийским языкам), наличие сибилянтов (свистящих); в целом же, каннада фонологически близок к телугу.

#### Морфонология
На стыках морфем в большинстве случаев происходят определенные фонетические изменения.
Пример: если за словом, оканчивающимся на краткий гласный, следует слово или суффикс, начинающийся с гласного, конечный гласный выпадает:
| Исходное | nānu hōg-uvudu-illa          |
| Глосс    | я идти-БУД.ПРИЧИМЯ.СР.ЕД-нет |
| Текст    | nānu hōguvudilla             |
| Перевод  | «Я не пойду».                |

Часто чередование заключается в удлинении гласного первого слога при образовании некоторых отглагольных имен от двусложных глагольных корней: biḍu  «оставлять» > bīḍu «стоянка», «лагерь», «дом».

### Морфология
В языке каннада встречается множество морфологических явлений, ниже приведены некоторые из них.
- Дейксис в языке каннада различает указательные местоимения по двум степеням близости (старый каннада различал три степени)[16].
- Татсама-тадбхава. При описании пракритов используется 3 термина для описания генетических слоев: татсама, тадбхава и деши. Татсама (tatsama «подобный ему», то есть санскриту) — это те элементы, которые являются общими для санскрита и среднеиндийского языка. Тадбхава (tadbhava «происходящий из него», то есть санскрита) — это элементы языка, возводимые к санскриту в соответствии с правилами преобразования от одного языкового состояния к другому. Деши (deši «местный») — это элементы языка, не возводимые к санскриту (возможны заимствования из неиндоарийских языков). Таким образом, татсама одинаковы во всех среднеиндийских языках, тадбхава и деши различны[17]. Из приведенного выше описания следует, что язык каннада близок к санскриту, и похож на него в плане грамматики.
- Падежная система несколько редуцированная по сравнению с санскритом (санскрит — 8 падежей; каннада — 7). Падежные окончания санскрита и каннады называются вибхакти (санскр. विभक्ति), или же вибхакти-пратая.
- Каала (различные временные формы).
- Линга, то есть язык различает существительные по родам.
- Сандхи (санскр. संधि «связь, соединение») в лингвистике — изменение звуков в зависимости от их места в отрезке текста (в слове или предложении);
- Самааса. Слова в каннада могут соединяться в одно слово, как в современном немецком. Более 10 слов могут включаться в одну последовательность. Причём в этом могут участвовать не только существительные, но и прилагательные.
- Аланкаṕа (санскр. — «украшение, обогащение») — система стилистических правил в древней и отчасти современной поэзии Индии, направленных на обогащение художественной выразительности стиха или поэтической прозы. В системе А. содержится два раздела: арталанкара, в котором сосредоточены приёмы и фигуры, украшающие смысл слова (сравнение, метафора, гипербола, игра словами и пр.), и шабдаланкара — средства, ведущие к украшению звучания самого слова (аллитерации, рифмы, ассонансы и т. д.)[18].

#### Имя
К именам в каннада относятся существительные, местоимения и числительные.
Класс имен обладает классифицирующей категорией рода и словоизменительными категориями числа и падежа/склонения.

##### Существительное

###### Общее
Отсутствуют характерные ряду тамильского языка т. н. «личные имена» (выступающие в роли именной части сказуемого и принимающие личные окончания; в древнем каннада они присутствовали); отсутствие характерного для большинства дравидийских языков противопоставления инклюзивных («мы с вами») и эксклюзивных («мы без вас») форм личных местоимений 1-го лица мн. числа.
Предлоги позиционируются не перед словами, как в индоевропейских языках, а после них.

###### Род
В морфологии для каннада (как и для тамильского, а также ряда мелких дравидийских языков) характерны наличие женского рода существительных наряду с мужским и средним. Также грамматика противопоставляет одушевлённые существительные неодушевленным, причём одушевленные существительные могут быть женского или мужского рода, а неодушевленные — лишь среднего (с некоторыми исключениями). Животные по роду не различаются. Во множественном числе признак рода нейтрализован. По-видимому, такая система является наиболее древней.

###### Число
Категория числа в каннада имеет две граммемы: граммему единственного числа и граммему множественного. Множественное число имен образуется от основ единственного числа при помощи суффиксов aru, kaḷu, или andiru (при родстве). Для образования множественного числа прилагательных используется суффикс avu. Категория числа реализуется также у местоимений.
| Примеры:                                         |
| ------------------------------------------------ |
| huḍuga «мальчик» > huḍugaru «мальчики»           |
| aṇṇa «старший брат» > aṇṇandiru «старшие братья» |
| cʰikka «маленький» > chikkavu «маленькие»        |

###### Падеж(ವಿಭಕ್ತಿ («вибхакти»)).
В языке семь падежей: номинатив, аккузатив, инструменталис, датив, генитив, локатив и вокатив. В единственном числе склонение имён происходит путём присоединения падежных аффиксов к форме номинатива или генитива, которые, в свою очередь, образуются от основы имени (словарной формы имени). Во множественном числе падежные суффиксы присоединяются к форме номинатива.
|         | Номинатив — подлежащее или именное сказуемое |
| ------- | -------------------------------------------- |
| Фраза   | Rāma-nu huḍuga-nu                            |
| Глосс   | Рама-НОМ мальчик-НОМ                         |
| Перевод | «Рама — мальчик».                            |

|         | Аккузатив — прямое дополнение     |
| ------- | --------------------------------- |
| Фраза   | ā huḍuga-n-annu kar-e             |
| Глосс   | тот мальчик-НОМ-АКК звать-ИМП.2ЕД |
| Перевод | «Позови того мальчика».           |

|         | Инструменталис — орудие, наполненность, образ действия, причина  |
| ------- | ---------------------------------------------------------------- |
| Фраза   | Rāma-nu Rāvaṇa-n-annu bāṇa-d-inda kon-d-anu                      |
| Глосс   | Рама-НОМ Равана-НОМ-АКК стрела-ГЕН-ИНСТР убивать-ПРОШ-М.3ЕД      |
| Перевод | «Рама убил Равану стрелой».                                      |
|         | Инструменталис — падеж времени                                   |
| Фраза   | nānu ondu vāra-d-inda ninn-annu nōḍ-al-illa                      |
| Глосс   | я: НОМ один: СР неделя-ГЕН-ИНСТР ты-АКК видеть-ИНФ-нет           |
| Перевод | «Я не видел тебя целую неделю».                                  |
|         | Инструменталис — агенс при пассиве                               |
| Фраза   | ā pātʰa huḍuga-n-inda bare-y-al-paṭṭ-itu                         |
| Глосс   | тот урок мальчик-НОМ-ИНСТР писать-СНД-ИНФ-испытывать-ПРОШ.СР.3ЕД |
| Перевод | «Этот урок был написан мальчиком».                               |

|         | Датив — адресат, субъект в аффективных конструкциях |
| ------- | --------------------------------------------------- |
| Фраза   | ī cʰend-annu huduga-n-ige kodu                      |
| Глосс   | этот мяч-АКК мальчик-НОМ-ДАТ давать: ИМП            |
| Перевод | «Дай мальчику этот мячик».                          |

|         | Генитив указывает на принадлежность |
| ------- | ----------------------------------- |
| Фраза   | huḍuga-na mēju                      |
| Глосс   | мальчик-ГЕН стол                    |
| Перевод | «стол мальчика»                     |

|         | Локатив — место совершения действия |
| ------- | ----------------------------------- |
| Фраза   | mane-y-alli                         |
| Глосс   | дом-СНД-ЛОК                         |
| Перевод | «в доме»                            |

|         | Вокатив — лицо, к которому обращается говорящий |
| ------- | ----------------------------------------------- |
| Фраза   | ō huḍugā illi bā                                |
| Глосс   | о мальчик: ВОК здесь приходить: ИМП.2ЕД         |
| Перевод | «Эй, мальчик! Иди сюда».                        |

Склонение
В языке каннада различается 8 типов склонения:
1. имена мужского рода с основой на а: (sēvaka «слуга»);
2. имена женского рода с основой на а: (sēvaka «служанка»);
3. имена среднего рода с основой на а: (mara «дерево»);
4. имена мужского рода с основой на i, ī, e, ai: (yati «отшельник»);
5. имена женского рода с основой на i, ī, e, ai: (huḍugi «девочка»);
6. имена среднего рода с основой на i, ī, e, ai: (mane «дом»);
7. имена мужского, женского и среднего рода с основой из двух кратких открытых слогов на u: (guru «наставник»);
8. имена мужского, женского и среднего рода на u (основа совпадает с формой номинатива), не состоящие из двух кратких открытых слогов: (heṅgasu «женщина»)[13].

##### Числительные
Числительное «один» относится к единственному числу, остальные же — к множественному. Слова от «одиннадцати» до «девятнадцати» образуются путём присоединения единиц к числительному: hattu «десять»; Ippattu «двадцать» образовано из ir «два» и древней формы числительного «десять» — pattu. Названия десятков от «тридцати» до «девяноста» образуются присоединением особых форм соответствующих единиц (en ̣«восемь») к числительному hattu «десять» (embhattu «восемьдесят»). Названия сотен образуются аналогично названиям десятков (nūru «сто»). Sāvira «тысяча», lakṣa «сто тысяч» и kōṭi «десять миллионов» имеют санскритское происхождение.
Порядковые числительные образуются из количественных при помощи суффикса -aneya или -anē: ondu «один» > ondaneya «первый».
Числительные каннада склоняются по соответствующим типам склонения имен.

##### Местоимение
Выделяются следующие разряды местоимений: личные, возвратные, вопросительные, указательные, определительные.
Личные местоимения 3-го лица различаются не только по разговорным, обычным или уважительным формам, но ещё и по планам близости/дальности. Например:
| План         | Разговорное | Обычное | Уважительное |
| Дальний план | ava         | avanu   | ātanu        |
| Ближний план | iva         | ivanu   | ītanu        |

Возвратные местоимения единственного числа (tānu «сам») и множественного числа (tāvu «сами») склоняются как личные местоимения первого лица. В значении второго лица единственного числа местоимение tāvu выражает превосходную степень уважения.
Вопросительные местоимения yāvanu? «кто?» склоняются по 8-му типу склонения имен; местоимения yāvadu? «что?» склоняются по аналогии с личными местоимениями единственного числа (adu «оно») и множественного числа (avu «они»). Вопросительные местоимения yāva? «какой?, который?» и entʰa? «который?» не изменяются и выступают только в роли определения.
Указательные местоимения ī, intʰa «этот/эта/это/эти» (ближний план) и ā, antʰa «то/та/то/те» (дальний план) не изменяются и выступают тоже лишь в роли определения.
Определительные местоимения ella, ellā «весь/все» — как вопросительные и указательные не изменяются и выступают только в роли определения. Местоимения elladu, ellādu «всё», а также iṣṭu (ближний план), aṣṭu? (дальний план) «сколько?» склоняются как личное местоимение adu — «оно».

#### Глагол
Самостоятельная часть речи «глагол» включает в себя личные и неличные формы.
Инфинитив
Инфинитив образуется от глагольного корня присоединением суффикса a или alu (māḍu > māḍa, māḍalu «делать»). Он может выступать в качестве определения к имени, входить в состав сложного глагольного сказуемого или быть обстоятельством цели. Инфинитив на alu употребляется абсолютивно для выражения действия, сопутствующего действию глагола в финитной форме или служащего его причиной.
| nāṭakav-annu nōḍ-alu jana-ru ban-d-aru              |
| пьеса-АКК видеть-ИНФ народ-МН приходить-ПРОШ-СР.3МН |
| «Люди пришли посмотреть пьесу».                     |

Число
Категория числа реализуется во всех наклонениях.
Наклонение
В современном каннада различаются 3 наклонения: изъявительное, повелительное и предположительное.
Изъявительное наклонение представлено формами настоящего, будущего и прошедшего времени, каждое из которых имеет свои показатели.
Повелительное наклонение в К. я. представлено формами единственного и множественного числа 1-го, 2-го и 3-го лиц; имеет нулевой показатель и образуется присоединением к основе глагола личных окончаний.
Формы повелительного наклонения 3-го лица единственного и множественного числа в вопросительных предложениях употребляются также в значении форм 1-го лица единственного числа:
| nānu ēnu māḍ-ali        |
| я что делать-ИМП.3ЕД    |
| «Что я должен сделать?» |

Сослагательное наклонение представлено формами единственного и множественного числа 1-го, 2-го и 3-го лица. В 3-м лице единственного числа различаются мужской, женский и средний род, в 3-м лице множественного числа — средний и эпиценовый род. Предположительное наклонение выражает возможное или вероятное действие:
| jōke tapp-īrī                     |
| осторожно ошибаться-ПРЕДП.2МН.ЭМФ |
| «Осторожно, вы можете ошибиться!» |

Время
Категория времени имеется в изъявительном наклонении утвердительной парадигмы глагола и различает 3 граммемы: настоящего, прошедшего и будущего времени. Формы настоящего времени в разговорной речи употребляются чаще всего в значении непосредственного будущего или в значении повествовательного прошедшего:
| avan-annu nāḷe nōḍu-tt-ēve    |
| он-АКК завтра видеть-НАСТ-1МН |
| «Мы увидим его завтра».       |

Лицо
Категория лица реализуется во всех 3 наклонениях.

#### Прилагательное
Довольно проблематично выделить прилагательные, так как по сути они представляют собой именные основы. Прилагательные в каннада не обладают степенью сравнения. Внешним признаком большинства прилагательных служит конечный гласный a: svastʰa «здоровый»; doḍḍa «большой», но могут быть исключения.

#### Наречие
Наречия в каннада представляют собой имена, стоящие в определенном падеже (nine-ge; вчерашний. день-ДАТ; «вчера»); инфинитивы глаголов, и т. д.
По значению выделяются наречия времени (indu «теперь»), наречия места (illi «здесь»), а также образа действия (bala «много»).

#### Причастие
В каннада существуют причастия будущего (настоящего-будущего) и прошедшего времени. Они образуются при помощи присоединения суффикса -a к основе глагола будущего или прошедшего времени: māḍu «делать» > māḍuva «делающий, который будет делать», māḍida «(с)делавший».
К причастию могут присоединяться указательные местоимения antʰa, antʰā «тот»:
| Фраза   | nāvu ōd-id-antha pustakavu    |
| Глосс   | мы читать-ПРОШ-ПРИЧ:тот книга |
| Перевод | «книга, которую мы прочитали» |

#### Деепричастие
Различаются деепричастия настоящего и прошедшего времени.
Деепричастие настоящего времени образуется путём присоединения к глагольному корню суффиксов (u)tta, (u)ttā: māḍu «делать» > māḍutta, māḍuttā «делая».
Деепричастие прошедшего времени образуется путём присоединения суффикса i к глагольным корням на u и суффикса du к остальным глагольным корням: kare «звать» > karedu «позвав».

#### Послелоги,частицы,союзы
Все склоняемые именные и глагольные формы, а также причастия могут сочетаться с послелогами, которые присоединяются в постпозиции. В роли послелогов употребляются различные именные и глагольные формы. Обычно это имена в форме основы, номинатива или датива, инфинитив или деепричастие.
В каннада имеются следующие частицы-энклитики: частица ū/u «и» используется для передачи значений соединительного союза, совместности, обобщённости, уступительности. Частица ā/a «ли» употребляется для образования альтернативного вопросительного предложения. Частица ē/e значит «ведь».
Союзы в каннада играют незначительную роль, поскольку сочинительные связи передаются в основном с помощью частиц, а подчинительные связи — с помощью послелогов. Тем не менее, можно выделить следующие группы союзов и союзных слов: сочинительные (mattu «и»), противительные (ādāgyu «но»), разделительные (ādarū… ādarū «либо… либо»).

#### Междометие
В каннада употребляются междометия для:
- привлечения внимания лица, к которому обращаются (agō «вон» (дальний план));
- выражения удивления, радости, восхищения (ahaha «ах»);
- выражения сожаления (ayyō «увы»);
- выражения одобрения (bhalā «браво»);
- выражения отвращения (asisi «фу»)[13].

#### «Эхо-слова»
Этот вид частиц придаёт пренебрежительно снисходительный оттенок значению слова, к которому они присоединяются, при этом вторая часть редуплицированного слова полностью воспроизводит исходное слово с заменой начального слога на gi: nīru «вода» > nīru gīru «какая-то вода».

### Лексика
В каннада встречаются лексические заимствования из языков хинди, маратхи и санскрита.
Существует множество толковых словарей каннады, начиная от словаря, написанного Раннакандой в X веке, до словаря Паришата (XX век). Вот некоторые из них:
- Abhidana Vastukosha (1145);
- Abhinavabhidanam (1398);
- Karnataka Shabdasaram (1400);
- Karnataka Nighantu (1400);
- Chaturasya Nighantu (1450);
- Kabbigara kaipidi (1530);
- Karnataka Shabdamanjari (1560);
- Shabda Ratnakara (1600);
- Navaratna kanda (1600);
- Nanruta Ratnakara (1600);
- Kavi Kantahara (1640);
- Aksharadi Nighantu (1748);
- Akaradi Nighantu (1775);
- Shabdartha Manjari (1810);
- Shabda Manjari (1830);
- Shabda Sangraha (1874);
- Karnataka Kalpadruma (1885);
- Shabdamanjari (1890);
- Karnataka Bhaskara Shabdamanjari (1891)[20].

Есть лишь один довольно серьёзный минус, присутствующий во всех вышеперечисленных словарях — ни один из них не включает в себя региональную лексику, несмотря на то, что каннада имеет много различных диалектов.
На данный момент лучшим переводным словарем каннады является Каннадо-английский словарь Фердинанда Киттеля, содержащий в себе 70 тыс. слов. Киттель изъездил штат Карнатака вдоль и поперек, разговаривал с людьми различных классов и сословий, поэтому его словарь включает в себя пословицы, разговорные выражения и сленг. Он упорядочил слова в алфавитном порядке, указав его корень, происхождение, часть речи и разграничил татсаму и татбхаву (см. отдел «Морфология»). Также он проставлял диакритические знаки для облегчения произношения слов.
| Примеры: |
| --- |
| Koorubai (сущ.) — «насекомое, вредящее кокосовому дереву».                                                       |
| (Пословица) Оndu kuuru-bayi kondare ombattu thengu netta phala. — «Убьёшь курубай — посадишь 9 кокосовых пальм». |

Существует диалектный толково-переводной словарь профессора Бхат — «Хавьяка-английский словарь». Он следовал модели Киттеля и использовал латинскую транскрипцию слов, но не называл грамматических категорий. Указывал употребление слов в диалектах каннада и близких ему языках, но проследить этимологию слова не смог.

## История изучения

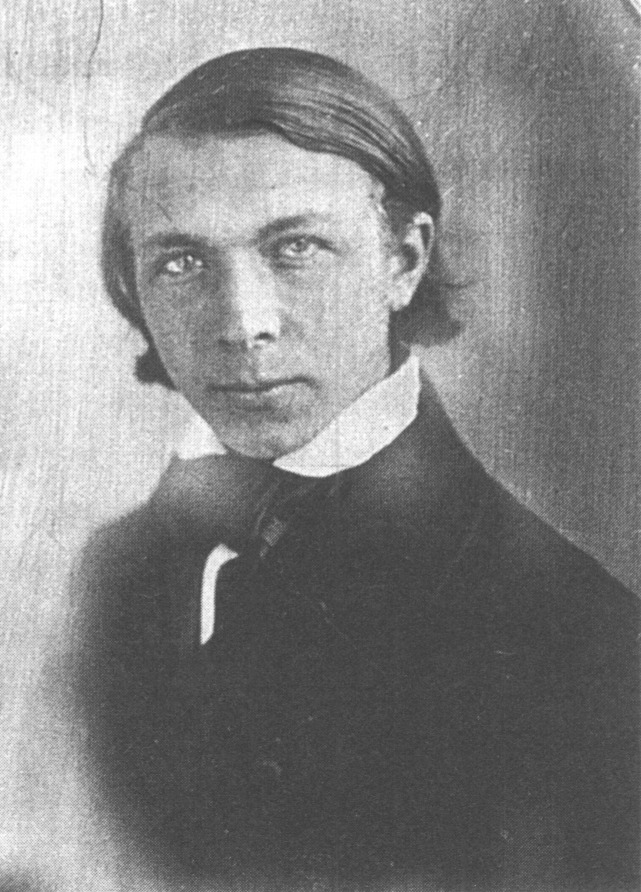
Фердинанд Киттель

Первая грамматика каннада — «Карнатака бхашабхушана» («Украшение языка страны каннада») была написана в XII веке Нагавармой на санскрите в стихах. Первая грамматика на каннада — «Шабда манидарпана» («Драгоценное зеркало слов») Кешираджи появилась во второй половине XIII века. Ещё одной важной средневековой грамматикой каннада была написанная в 1604 году на санскрите Бхаттакаланкой Девой Шабда «Нушасана» («Законы слова»). В Европе в XVIII веке появились миссионерские, а в конце XIX века — научные грамматики каннада.
Огромный вклад в изучение языка каннада внёс Фердинанд Киттель (1832—1903), протестантский миссионер в Индии. Он составил грамматику языка на английском, а также словарь (70 тыс. слов), включающий в себя диалектную лексику. Кроме того, он писал стихи на этом языке.
Каннадо-русский словарь был составлен Андроновым Михаилом Сергеевичем (1931—2009), советским индологом-дравидистом.

## Пример текста
| Каннада | Транслитерация | Перевод |
| ------- | --- | --- |
|         | Ellā mānavarū svatantrarāgiyē janisiddāre. Hāgū ghanate mattu hakku gaḷalli samānarāgiddāre. Vivēka mattu antaḥkaraṇagaḷannu paḍedavarāddarinda avaru paraspara sahōdara bhāvadinda vartisabēku. | «Все люди рождаются свободными и равными в своем достоинстве и правах. Они наделены разумом и совестью и должны поступать в отношении друг друга в духе братства». |

— Статья 1 Всеобщей декларации прав человека